# Gastrancistrus ephedrae
Gastrancistrus ephedrae är en stekelart som beskrevs av Dzhanokmen 1994. Gastrancistrus ephedrae ingår i släktet Gastrancistrus och familjen puppglanssteklar.
Artens utbredningsområde är Kazakstan. Inga underarter finns listade i Catalogue of Life.